# بيتر فيشمان
بيتر فيشمان (بالإنجليزية: Peter Fishman)‏ (و. 1955 – م) هو رسام، ونحات من الاتحاد السوفيتي. ولد في كييف.